# Fire and Ice (canción)
«Fire and Ice» —en español: «Fuego y hielo»— es una canción interpretada por la banda alemana de heavy metal Axxis, la cual fue escrita por el vocalista Bernhard Weiss y el guitarrista Walter Pietsch. Apareció originalmente en el disco Kingdom of the Night, publicado en 1989 por EMI Music.

## Publicación y descripción
Este tema fue lanzado como el tercer sencillo de Kingdom of the Night en 1989 en formato de vinilo de siete y doce pulgadas, así como en disco compacto. Fue producido por Weiss, Pietsch y Rolf Hanekamp. A esta publicación se le adhirió la melodía «Just One Night» —«Solamente una noche» en castellano— en el lado B del acetato.

## Lista de canciones
Todos los temas fueron compuestos por Bernhard Weiss y Walter Pietsch

Vinilo de 7 pulgadas

| Lado A |                |          |  |
| N.º    | Título         | Duración |  |
| 1.     | «Fire and Ice» | 4:00     |  |

| Lado B |                  |          |  |
| N.º    | Título           | Duración |  |
| 2.     | «Just One Night» | 3:13     |  |
| 7:13   |                  |          |  |

Vinilo de 12 pulgadas

| Lado A |                |          |  |
| N.º    | Título         | Duración |  |
| 1.     | «Fire and Ice» | 4:00     |  |

| Lado B |                         |          |  |
| N.º    | Título                  | Duración |  |
| 2.     | «Just One Night»        | 3:13     |  |
| 3.     | «Love is Like an Ocean» | 3:24     |  |
| 10:37  |                         |          |  |

| Disco compacto |                         |          |  |
| N.º            | Título                  | Duración |  |
| 1.             | «Fire and Ice»          | 4:00     |  |
| 2.             | «Just One Night»        | 3:13     |  |
| 3.             | «Love is Like an Ocean» | 3:24     |  |
| 10:37          |                         |          |  |

## Créditos

### Axxis
- Bernhard Weiss — voz principal y guitarra rítmica
- Walter Pietsch — guitarra líder
- Werner Kleinhans — bajo
- Richard Michalski — batería

### Músicos adicionales
- Tobias Becker — teclados
- Ava Cimiotti — coros
- Frank Pieper — coros